# 鷹居村
鷹居村（たかいむら）は、愛知県海東郡にかつてあった村。現在のあま市七宝町鷹居に該当する。

## 沿革
- 明治6年（1873年） - 小家村が改称して鷹居村となる。
- 明治22年（1889年）10月1日 - 町村制の施行により、鷹居村が単独で自治体を形成。
- 明治23年（1890年）10月1日 - 伊福村・下ノ森村・徳実村・鯰橋村と合併して改めて伊福村が発足。同日鷹居村廃止。